# Seathwaite (South Lakeland)
Seathwaite – wieś w Anglii, w Kumbrii, w dystrykcie (unitary authority) Westmorland and Furness. Leży 62 km na południe od miasta Carlisle i 377 km na północny zachód od Londynu.